# King of the Mountain
El King of the Mountain match es un tipo de lucha exclusiva de la Total Nonstop Action Wrestling (TNA). Consiste en que cinco oponentes compiten por el Campeonato Mundial Peso Pesado de la TNA. El combate es similar a un Ladder match, pero es considerado un retraso por naturaleza (el luchador tiene que colgar el título en lugar de recuperarlo). El combate es un elemento básico del PPV anual producido en junio, Slammiversary. Este tipo de combate ya dejó de ser producido desde 2009.

## Formato del combate

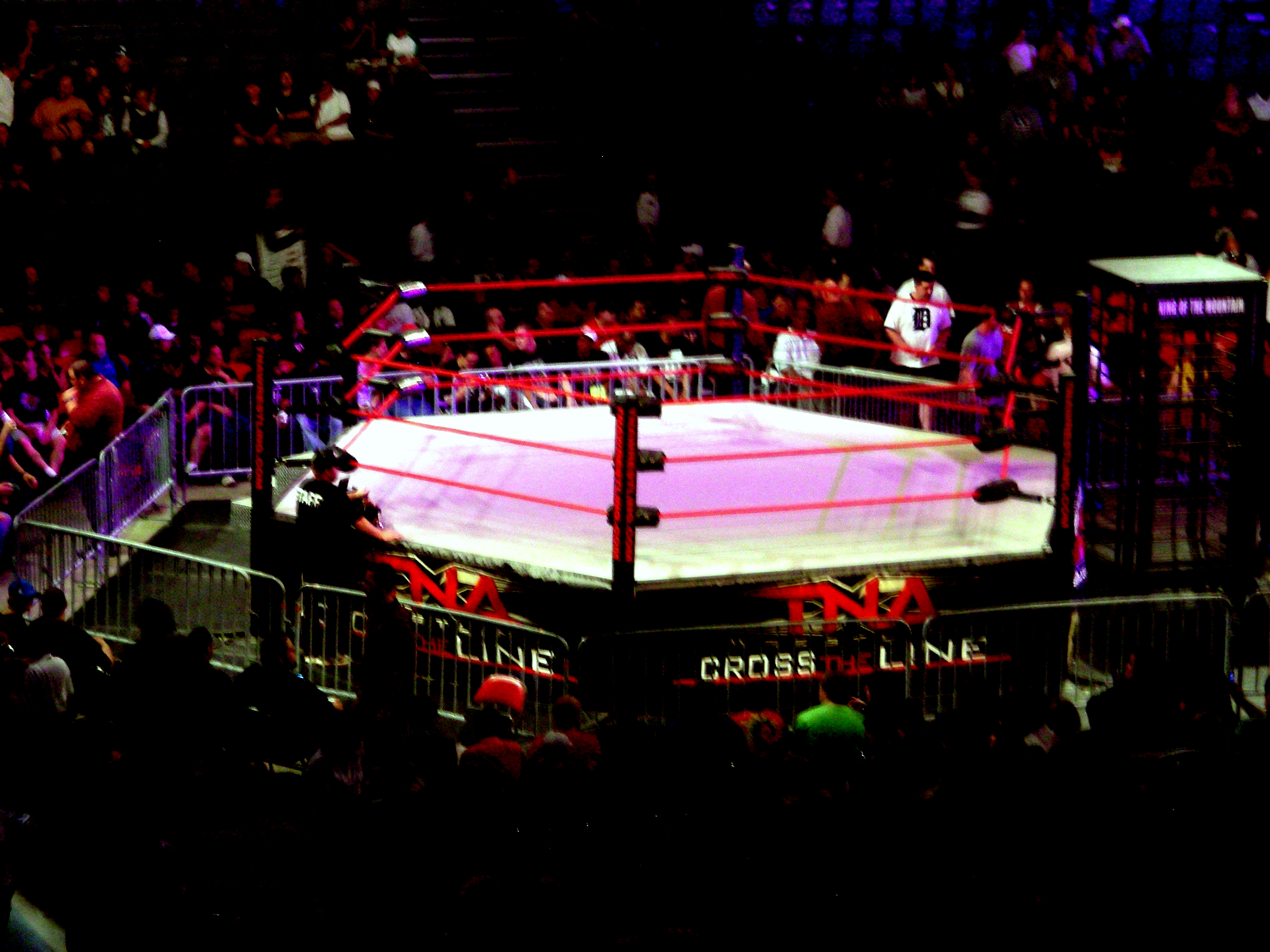
Ring de TNA durante un King of the Mountain match, con la jaula de penalización.

Los cinco competidores del combate comienzan "sin tener derecho" a ganar. Para convertirse en "candidatos aptos", los luchadores deben realizar un pinfall o rendición sobre un oponente. El oponente que se rinde o es cubierto es obligado a estar dos minutos en la "penalty box cage" (Jaula / caja de penalización). Más de un luchador puede estar en la celda. En ocasiones esto produce pequeñas luchas o alianzas entre luchadores dentro de la jaula.
Una vez que se es "candidato apto", el luchador puede ganar el combate tras recuperar el título y colgarlo del gancho que se encuentra en lo alto del coliseo con la ayuda de escaleras. La TNA mantiene oficialmente la posesión del cinturón por lo que rodea el ring, estando fuera de la acción siempre que sea posible. Cuando un luchador quiere colgar el título, debe antes recuperarlo del oficial. Una vez que el título esté en juego, cualquier otro luchador que sea apto para ganar el combate puede intentar robar el campeonato y colgarlo. Una vez que el campeonato queda en el suelo y ningún luchador intenta colgarlo, un árbitro lo devuelve al oficial.

## Historia del combate
| N.º: | Combate: | Evento, Fecha y Lugar:                                         |
| ---- | --- | -------------------------------------------------------------- |
| I    | Jeff Jarrett derrotó a Ron Killings (c), A.J. Styles, Raven y Chris Harris ganando el Campeonato Mundial Peso Pesado de la NWA                | TNA PPV Semanal 2 de junio de 2004, Nashville, Tennessee       |
| II   | Raven derrotó a A.J. Styles (c), Monty Brown, Abyss y Sean Waltman ganando el Campeonato Mundial Peso Pesado de la NWA                        | Slammiversary 2005 19 de junio de 2005 Orlando, Florida        |
| III  | Jeff Jarrett derrotó a Christian Cage (c), Abyss, Ron Killings y Sting ganando el Campeonato Mundial Peso Pesado de la NWA                    | Slammiversary 2006 18 de junio de 2006 Orlando, Florida        |
| IV   | Kurt Angle derrotó a Samoa Joe, A.J. Styles, Christian Cage, y Chris Harris convirtiéndose en el primer Campeón Mundial Peso Pesado de la TNA | Slammiversary 2007 17 de junio de 2007 Nashville, Tennessee    |
| V    | Samoa Joe (c) derrotó a Robert Roode, Booker T, Rhino y Christian Cage reteniendo el Campeonato Mundial Peso Pesado de la TNA                 | Slammiversary 2008 8 de junio de 2008 Southaven, Misisipi      |
| VI   | Kurt Angle derrotó a Samoa Joe, AJ Styles, Mick Foley (c) y Jeff Jarrett Ganando el Campeonato Mundial Peso Pesado de la TNA                  | Slammiversary 2009 22 de junio de 2009 Auburn Hills, Míchigan. |
| VII  | Jeff Jarrett derrotó a Matt Hardy, Eric Young, Drew Galloway y Bobby Roode Ganando el Campeonato Rey de la Montaña de la TNA                  | Slammiversary 2015 28 de junio de 2015 Orlando, Florida.       |
| VIII | PJ Black derrotó a Lashley, Chris Mordetzky, Eric Young y Robbie E Ganando el vacante Campeonato Rey de la Montaña de la TNA                  | Impact Wrestling 12 de agosto de 2015 Orlando, Florida.        |

## Variaciones
En la edición de TNA iMPACT! del 5 de junio de 2008 tuvo lugar un X Division King of the Mountain Match. Para este combate, la gran "X" roja que normalmente se utilizaba para los Ultimate X matches fue usado como el objeto a colgar del ring. Además, en Slammiversary, hubo un King of the Mountain match por el Campeonato de la División X de la TNA
| N.º: | Combate: | Evento, Fecha y Lugar:                                         |
| ---- | --- | -------------------------------------------------------------- |
| I    | Kaz derrotó a Chris Sabin, Curry Man, Jimmy Rave y Johnny Devine ganando una oportunidad por el Campeonato Mundial Peso Pesado de la TNA | iMPACT! Zone 5 de junio de 2008, Orlando, Florida              |
| II   | Suicide derrotó a Jay Lethal, Consequences Creed, Chris Sabin y Alex Shelley reteniendo el Campeonato de la División X de la TNA         | Slammiversary 2009 22 de junio de 2009 Auburn Hills, Míchigan. |

## Estadísticas
- La edición en donde menos luchadores fueron cubiertos fue la del 2008, con solo 3 luchadores.
- Jeff Jarrett y Kurt Angle han sido los que más veces han ganado esta lucha, dos veces ambos.
- Samoa Joe y Suicide han sido los únicos luchadores que han retenido su campeonato en esta lucha.
- A.J. Styles ha sido el luchador que más apariciones ha tenido con 4 apariciones, seguido de Jeff Jarrett, Christian Cage y Samoa Joe con 3.